# Im Visier des Falken
Im Visier des Falken ist ein 1969 gedrehtes, britisches Fluchtdrama von Joseph Losey mit Robert Shaw und Malcolm McDowell in den Hauptrollen.

## Handlung
In einem namentlich nicht genannten Land: Zwei Männer laufen in der Dämmerung einen menschenleeren Strand entlang, ihre Händen offensichtlich hinter den Rücken gefesselt. Man weiß nicht, vor wem oder vor was die beiden flüchten, klar ist lediglich, dass sie von ihren Verfolgern, die mit einem Hubschrauber die endlose Landschaft abfliegen, gesucht werden. Der ältere der beiden, MacConnachie, treibt den anderen, Ansell, an  und beschimpft ihn überdies ständig. Ganz offensichtlich gibt der ältere Mann den Ton an. Kurzzeitig können sie aus dem Blickfeld des Hubschrauber entkommen und treffen auf einen Ziegenhirten. Der skrupellose MacConnachie bringt den Mann um, in der Hoffnung, bei ihm Dinge zu finden, die ihm auf der Flucht behilflich sein könnten. Doch nichts von dem Erbeuteten lässt sich verwerten. Ansell ist über diese Bluttat sehr aufgebracht.
Eines Nachts nähern sich die beiden Männer einer schwach bewohnten Ortschaft. Sie steigen in ein Haus ein, in dem eine verwitwete Frau lebt. Offensichtlich bemerkt die im Halbschlaf befindliche Dame die beiden Eindringlinge nicht, denn die Männer können ihr Haus unbemerkt durchsuchen. Einige Gegenstände, darunter auch ein Gewehr, haben für MacConnachie und Ansell Wert. Als MacConnachie ein Stück Brot aus dem bei der Witwe stehenden Korb entnimmt, erwacht die Frau aus ihrem Dämmerzustand, bemerkt den Dieb und beginnt zu schreien. MacConnachie und Ansell fliehen und erreichen den Ortsrand, ehe die alarmierten Dörfler sie fassen können. Ansell macht MacConnachie klar, dass er weiterhin an seiner Seite bleiben möchte, während MacConnachie eher dafür ist, dass man sich hier trennt und jeder sei Glück auf der Flucht allein sucht. Beide bleiben jedoch zusammen und erreichen die Berge, wo sie der Suchhubschrauber rasch aufspürt.
Um den bedrohlichen Helikopter ein für alle Mal loszuwerden, beschließt man, dass Ansell die Aufmerksamkeit des Piloten auf sich lenken soll, währenddessen MacConnachie mit dem erbeuteten Gewehr auf den am Gestänge befestigten Tank mit dem Sprit schießen soll. Doch MacConnachie hält sich nicht an die Abmachung und erledigt mit seinem Gewehr erst einmal den Beobachter, der ebenfalls im Hubschrauber sitzt. Als Ansell MacConnachie daraufhin erneut heftige Vorwürfe macht, meint dieser nur ziemlich kühl, dass er dem Piloten zeigen wollte, wer hier die Macht in den Händen habe. Außerdem, so MacConnachie, hätte eine etwaige Explosion Ansell verletzten können. Als der Leichnam des Beobachters aus dem Hubschrauber fällt, erbeuten die beiden Flüchtigen auch noch eine Maschinenpistole. Die Ermordung eines Besatzungsmitglieds hat den Hubschrauberpiloten dazu veranlasst, nach Verstärkung zu rufen. Nun sind jetzt auch Bodentruppen auf die beiden Flüchtigen angesetzt.
MacConnachie und Ansell nähern sich einem Militärgelände, auf dem auch der Helikopter gelandet ist, um Sprit aufzutanken. Die beiden Männer besitzen die Kühnheit, sich auf das Gelände zu schleichen, möglicherweise, um den Helikopter zu stehlen. Bei diesem Versuch werden sie jedoch entdeckt. Es kommt zum Kampf mit einigen Männern, doch wieder können die beiden Flüchtigen entkommen. Man kehrt in die Bergwelt zurück, diesmal in höher gelegene, schneebedeckte Regionen. Auf dem Gipfel eines Berges scheinen sie am Ziel ihrer Fluchtreise angekommen zu sein. Dort befindet sich ein Militärposten -- es ist Grenzregion. Mehrere Soldaten kommen ihnen entgegen und scheinen MacConnachie und Ansell zu grüßen. Letzterer ist derart erfreut darüber, dass die ständige Hatz nunmehr ein Ende zu haben scheint und läuft den Soldaten entgegen, als MacConnachie von hinten ein Geräusch hört. Es sind die wummernden Töne eines sich bewegenden Rotors -- der Hubschrauber steigt direkt hinter ihm auf.  MacConnachie will nun die „Entscheidungsschlacht“ mit dem brummenden Ungetüm, dem er, das ist dem Leader völlig klar, jetzt nicht mehr entkommen kann. MacConnachie schieß eine ganze Salve an Munition auf die übermächtig erscheinende Maschine ab, ohne aber ernsthaften Schaden zu hinterlassen. Als aus dem Hubschrauber die Schüsse mit Gegenfeuer erwidert werden, sackt MacConnachie sofort tödlich getroffen zusammen. Ansell gibt daraufhin auf und kehrt mit den Soldaten auf die Militärbasis zurück.

## Produktionsnotizen
Im Visier des Falken entstand von Juni bis Oktober 1969 in Andalusiens Sierra Nevada (Spanien). Die Uraufführung des Films war am 11. November 1970 in Frankreich, einen Tag später erfolgte die deutsche Erstaufführung. In London lief der Streifen erst am 21. November 1970 an.
Ursprünglich sollte Peter O’Toole die Hauptrolle spielen und Peter Medak Regie führen.

## Kritiken
„Zwei entlaufene Gefangene, Mac und Ansell, sind auf der Flucht. Anfangs gefesselt, später frei beweglich und bewaffnet, türmen sie, von einem dauernd über ihnen kreisenden Hubschrauber verfolgt, meist durch karstiges Niemandsland zur nächsten Grenze. Mehr hat der Regisseur Joseph Losey in seinem 24. Spielfilm nicht zu bieten -- wenig ist es dennoch nicht. Denn Losey, der in seinen letzten Filmen ("Accident – Zwischenfall in Oxford", "Brandung") sublime Seelenqual in Bürgervillen zur Schau stellte, inszeniert die Fluchtbewegung mit plötzlichen Feuergefechten, Bombenabwürfen und kameradschaftlichen Zerwürfnissen auch diesmal wie einen Psycho-Thriller. Was seine Helden denken, hoffen, befürchten, das hat Losey freilich erstmals nicht mit Worten, sondern mit Kamera-Schüssen ausgedrückt: Aufnahmen von Stauden, Gräsern und Staub sind ihm atmosphärisch ebenso wichtig wie die spärlichen, aus ihrer Notsituation bedingten Verzweiflungstaten der Flüchtlinge. (…) Loseys Film, in dem so wenig geschieht, ist ständig unheimlich, ohne daß der Betrachter weiß warum. Die Kamera-Führung ist klar, fast simpel. Die beiden Ausreißer sind -- abgesehen davon, daß der Regisseur aus rätselhaftem Grund verschweigt, woher sie kommen und wohin sie fliehen -- nach dem Klischee gängiger Action-Filme entwickelt. Die Unbestimmbarkalt von Ort und Zeit legt existentialistische Symbolwirkungen nahe. Doch vor allem ist Loseys 24. Spielfilm unglaublich spannend.“

Buchers Enzyklopädie des Films resümierte: „Ein allgemein unterschätzter Film ist Figures in a Landscape (1970), der die Herr-Diener-Beziehung in The Servant wieder aufnimmt, aber in einen anderen sozialen Kontext stellt. Figures ist insofern ungewöhnlich für Losey, als er nicht in geschlossenen Innenräumen spielt, sondern im unbestimmbaren, unpersönlichen Freien.“
Im Lexikon des Internationalen Films heißt es: „Trotz einiger Längen beschwört der allegorische Film eindrücklich und mit formaler Konsequenz die Erfahrung totalitärer Bedrohung.“

„…landschaftsfotografisch berauschende(n), spartanisch inszenierte(n) Fluchtgeschichte…“

Der Movie & Video Guide schrieb: „Fähige Hauptdarsteller und einige erstaunliche Hubschrauber-Stunts bieten nur wenig Ausgleich für eine konfuse Allegorie von zwei Flüchtigen in einem ungenannten Land, verfolgt von einem ungenannte Feind. Kaum herausgekommen und noch immer schwierig zu begreifen. Losey-Fans werden sicherlich einen Blick drauf werfen wollen.“
Halliwell‘s Film Guide charakterisierte den Film wie folgt: „Unheilvolle, pintereske Parabel, sehr langatmig und, obwohl gut anzuschauen, gnadenlos öde. Alles ist symbolbeladen, nichts ist spezifisch, nicht einmal das Land.“

„Joseph Loseys „Im Visier des Falken“ ("Figures in a Landscape") gehört zu den wenigen interessanten Filmen, die heute noch in unsere Kinos kommen. (…) Sicher kann man fairerweise die geringe Resonanz, die dieser Film bei uns finden wird, nicht allein der desolaten Kinosituation in unserem Lande zuschreiben. Sie hat auch etwas mit der Eigenart von „Im Visier des Falken“ zu tun. Obgleich er klar, einfach und intellektuell anspruchslos gemacht ist, so steht er doch quer zu einem Filmsystem, das sich auf seine klaren, einfachen und anspruchslosen Unterhaltungsprodukte etwas zugute hält. Was Loseys Film von allen Filmen unterscheidet, die in ihn hineinwirken und von denen er sich herschreibt, ist sein Anspruch, deren äußerste Essenz zu sein: die Wurzel aus Action. Nichts anderes ist genau genommen Kino: Bewegung in Bildern und als Bilder; und wenn es einen Titel gibt, der sich mit der Radikalität des Ansatzes und der Ausführung von Loseys Film auf gleicher Höhe hält, so wäre das ganz einfach: Film. Nichts als purer Film. (…) Daß „Im Visier des Falken“ auch noch von enervierender Spannung ist, betrachte ich als Zugabe; daß er oft geschwätzig wird, muß man hinnehmen; wo er aber nichts ist als er selbst, seine Bilder, Farben und Bewegungen – „Figuren in einer Landschaft“ – da ist er groß, sprachlos und schön.“